# The World After Us
The World After Us (Originaltitel: Le monde après nous) ist ein Filmdrama von Louda Ben Salah-Cazanas, das im Juni 2021 bei den Internationalen Filmfestspielen Berlin seine Premiere feierte und am 20. April 2022 in die französischen Kinos kam.

## Handlung
Der junge Schriftsteller Labidi El Morchedi arbeitet nach dem kleinen Erfolg mit einer seiner Kurzgeschichten an seinem ersten Roman. Er hält sich mit kleinen Nebenjobs über Wasser und teilt sich mit seinem Mitbewohner und besten Freund Alekseï ein kleines Zimmer in Paris, in dem sie in Schichten schlafen, da die Stadt ein teures Pflaster ist. Labidi finanziert seinen Lebensunterhalt, indem er mit dem Fahrrad Essen ausliefert.
Labidis aus Tunesien stammende Mutter Fatma betreibt in Lyon mit dem Vater Jacques ein Café. Als er dort die Studentin Elisa Rollet kennenlernt, die Schauspielerin werden will, ist es für ihn die große Liebe. In Begleitung seines Agenten Vincenct sagt Labidi bei einem Gespräch mit einer Verlegerin zu, binnen sechs Monaten seinen Roman über den Algerienkrieg fertig zu haben und unterschreibt den Vertrag. Er begibt sich nun regelmäßig zum Recherchieren und Schreiben in die Bibliothek, doch seine Gedanken sind viel zu oft bei Elisa. Erst besucht er sie unangekündigt in Lyon und stellt sie seinen Eltern vor, dann kommt Elisa nach Paris. Ihr Liebesleben gestaltet sich in dem kleinen Zimmer, das er mit Alekseï bewohnt, jedoch nicht gerade einfach, auch wenn sich die beiden sofort gut verstehen.
Mit seiner Arbeit an dem Roman kommt Labidi nur schleppend voran. Weil er noch keinen Vorschuss für seine Arbeit erhalten hat und sich sein Kontostand ständig im Minus befindet, muss Labidi sogar Essen klauen, um Elisa bekochen zu können. Nachdem er erfahren hat, dass das Buch eines Studienkollegen vor seinem eigenen veröffentlicht wurde und sich wenig später bloßgestellt fühlt, als er an diesen Essen ausliefert und sich dabei seiner eigenen prekären finanziellen Situation bewusst wird, hängt er den Job als Fahrer an den Nagel. Er begibt sich mit gefälschten Einkommensnachweisen auf Wohnungssuche.
Als er Elisa in Lyon von seiner neuen, eigenen Wohnung erzählt und von seinen Plänen, nun gemeinsam dort mit ihr leben zu wollen, ist sie anfänglich noch unentschlossen, ob sie nach Paris ziehen will. Auch an der Miete könnte sie sich nicht beteiligen. Labidi sagt ihr, das müsse sie auch nicht. Er schaut sich im Internet Videos an, die erklären, wie man schnell das große Geld verdienen kann. Er versucht sich als Versicherungsbetrüger, doch als er einen Unfall mit einem Laster vortäuschen will, glaubt man, er habe sich umbringen wollen und trägt lediglich Blessuren davon. Weil Elisa seine derlei kläglichen Versuche an Geld zu kommen nicht weiter mitansehen kann, ruft sie Labidis Eltern an und bittet sie um vorübergehende finanzielle Unterstützung.

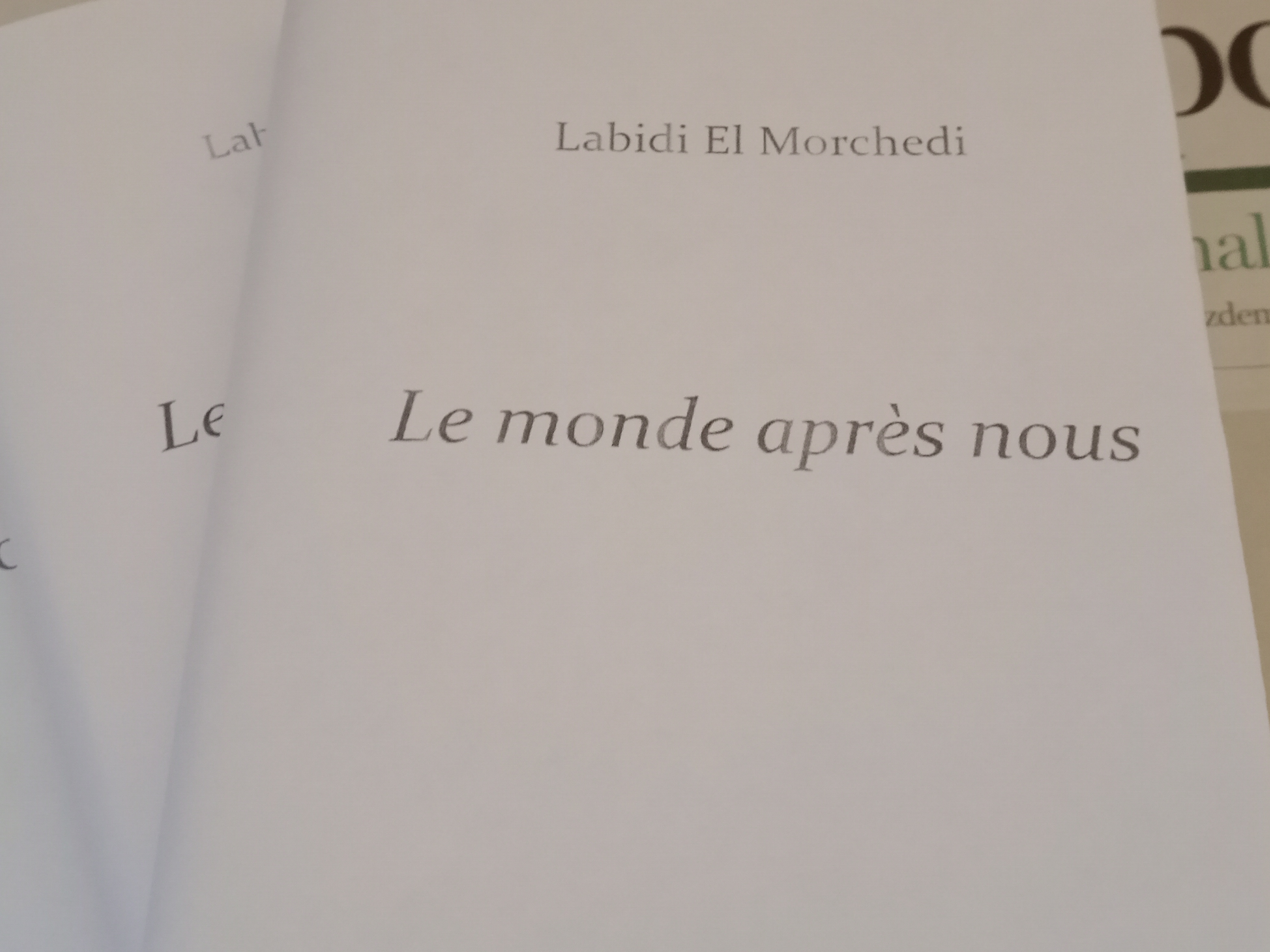
Letztlich veröffentlicht Labidi sein Buch mit dem Titel Le monde après nous

Labidi hat einen neuen Job als Verkäufer in einem Brillengeschäft. In seiner Beziehung läuft hingegen nicht alles so rund. Elisa und er beginnen zu streiten, und eines Morgens ist sie weg. Sie ist zurück nach Lyon gegangen, um ein wenig Abstand zu gewinnen. Als sein Vater im Jahr 2020 stirbt kehrt er nach dessen Beerdigung nach Paris zurück und beginnt, eine ganz neue Geschichte zu schreiben. Er ist dabei ganz ehrlich zu sich selbst, stellt gezielt seine Person in den Mittelpunkt und beschreibt sich als Migrant, der nur spielt, er habe Geld und als ein Mensch, der seiner eigenen Situation stets nur zynisch begegnet. Als er das fertige Manuskript mit dem Titel „Le monde après nous“ seinem Agenten vorlegt, ist der zutiefst verärgert, weil es etwas völlig anderes als versprochen ist. Labidi ist jedoch von seinem neusten Werk überzeugt, und auch die Verlegerin akzeptiert das autobiografische Buch als Ersatz für den Roman.
Nachdem Elisa zu Labidi zurückgekommen ist, wollen die beiden heiraten. Es ist der Tag ihrer Hochzeit, als Labidi endlich die erste gedruckte Ausgabe seines Romans in den Händen hält. Er hat nun alles, was er immer wollte.

## Produktion
Es handelt sich bei The World After Us um das Langfilmdebüt von Louda Ben Salah-Cazanas. Der 1988 geborene und in Lyon aufgewachsene Salah-Cazanas studierte Politikwissenschaften, wandte sich aber nach einem Praktikum im Kulturressort der Tageszeitung Libération dem Filmemachen zu. Ähnlich wie Labidi im Film hatte sich der Regisseur nach seinen ersten vier Kurzfilmen bei der Entwicklung seines Spielfilmdebüts ein wenig in den Gedanken verrannt, einen großartigen Film abliefern zu müssen und befand sich auch finanziell in einer schwierigen Situation. Er hatte gerade seine spätere Ehefrau kennengelernt und sich wegen seines Jobs nicht auf das Studium konzentrieren können. So beschreibe The World After Us, was er damals durchmachte, und wie es war, als junger, mittelloser Mensch in Paris zu leben, ohne dass die Herkunft einem erlaubt, einfach nur in dieser Stadt seiner Kunst nachzugehen.

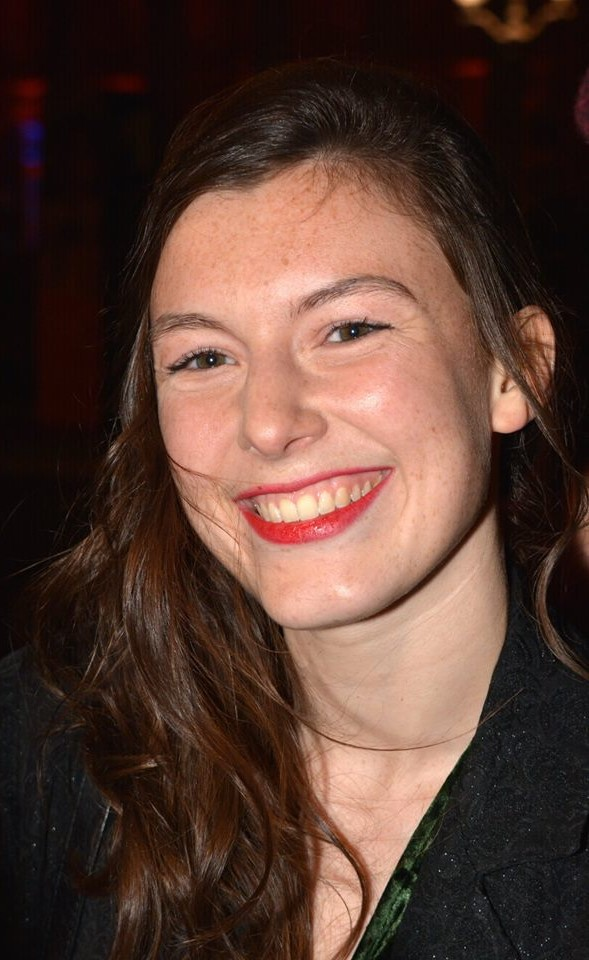
Louise Chevillotte spielt Elisa

Beim Schreiben des Drehbuchs für The World After Us wurde Louda Ben Salah-Cazanas von Abdellah Taïa unterstützt, einem offen schwulen marokkanischen Schriftsteller, Journalisten und Filmemacher. Dieser stammt aus einer sehr armen marokkanischen Familie, hatte selbst mit seiner Identität gekämpft und sollte seine literarische Sensibilität in das fertige Drehbuch einbringen.
Aurélien Gabrielli spielt in der Hauptrolle Labidi, Louise Chevillotte spielt Elisa. Sowohl Chevillotte, als auch Gabrielli wurden für ihre jeweilige Rolle von der Académie des César zu einer der 31 Révélations 2023, im Jahr 2022 in Erscheinung getretene, neue Gesichter des französischen Kinos, bestimmt. Saadia Bentaïeb und Jacques Nolot sind in den Rollen seiner Eltern Fatma und Jacques zu sehen. Léon Cunha Da Costa spielt Labidis Mitbewohner Alekseï, Mikaël Chirinian seinen Agenten Vincent. Noémie Schmidt übernahm die Rolle von Suzanne, Labidis Vorgesetzte im Brillengeschäft.
Die Aufnahmen des Zimmers in Paris, das sich Labidi und Alekseï teilen, entstanden in einer kleinen Ein-Zimmer-Wohnung. Als Kameramann fungierte Amine Berrada.
Eine erste Vorstellung erfolgte am 11. Juni 2021 im Rahmen der Internationalen Filmfestspiele Berlin in der Sektion Panorama. Der erste Teaser wurde bereits Anfang März 2021 im Vorfeld des European Film Market vorgestellt. Ende Februar, Anfang März 2022 wurde der Film beim Internationalen Film Festival in Belgrad gezeigt. Der Kinostart in Frankreich erfolgte am 20. April 2022.
Seinen nächsten Film, einen Thriller, will Ben Salah-Cazanas wieder mit Gabrielli und Bentaïeb in der Rolle seiner Mutter drehen.

## Rezeption

### Kritiken
Fabien Lemercier vom Filmmagazin Cineuropa schreibt, der Übergang zum Erwachsenenalter sei ein klassisches und oft wieder aufgegriffenes Thema im Film, Louda Ben Salah-Cazanas schaffe es jedoch mit seiner Sensibilität und seiner Subtilität der Gesellschaft einen gnadenlosen Spiegel vorzuhalten und das Publikum zum Lachen zu bringen und Labidi bei seinen Rückschlägen zu begleiten, ohne je übermäßig zu dramatisieren.

### Auszeichnungen
Brussels International Film Festival 2021
- Nominierung im internationalen Wettbewerb (Louda Ben Salah-Cazanas)[14]

Champs-Élysées Film Festival 2021
- Auszeichnung mit dem Publikumspreis als Bester französischsprachiger Film (Louda Ben Salah-Cazanas)
- Nominierung als Bester französischer Langfilm für den Prix du jury (Louda Ben Salah-Cazanas)[15]

Crossing Europe 2021
- Nominierung als Bester Fiction-Film (Louda Ben Salah-Cazanas)[16]

International Film Festival Belgrad 2022
- Auszeichnung mit dem FEST Focus Award (Louda Ben Salah-Cazanas)[17]

Internationale Filmfestspiele Berlin 2021
- Nominierung für den Panorama Publikumspreis
- Nominierung als Bester Erstlingsfilm[18]